# Siurgus Donigala
Siurgus Donigala település Olaszországban, Szardínia régióban, Cagliari megyében. Lakosainak száma 1823 fő (2023. január 1.). Siurgus Donigala Goni, Mandas, Nurri, San Basilio, Senorbì, Silius, Suelli és Orroli községekkel határos.

## Népesség
A település lakossága az elmúlt években az alábbi módon változott:
| Lakosok száma | 1990 | 1968 | 1823 |
|               | 2017 | 2018 | 2023 |